# Citi Open 2013
Citi Open 2013 года — профессиональный теннисный турнир, проводившийся в Вашингтоне, США на хардовых кортах.
Мужской турнир проводится в 45-й раз, имея в этом году категорию ATP 500 и входя в цикл турниров US Open Series; женское же соревнование проводится лишь в 3-й раз и принадлежит к международной категории.
Турнир был проведен с 29 июля по 4 августа 2013 года.
Прошлогодними чемпионами являются:
- одиночный турнир среди мужчин —  Александр Долгополов
- одиночный турнир среди женщин —  Магдалена Рыбарикова
- парный турнир среди мужчин —  Доминик Инглот /  Трет Конрад Хьюи
- парный турнир среди женщин —  Сюко Аояма /  Чжан Кайчжэнь

## US Open Series

### Мужчины
Ко второй соревновательной неделе борьба за бонусные призовые выглядела следующим образом:
| Место | Игрок             | Турниров 1 | Побед | Очков |
| ----- | ----------------- | ---------- | ----- | ----- |
| 1     | Джон Изнер        | 1          | 1     | 70    |
| 2     | Кевин Андерсон    | 1          |       | 45    |
| 3-4   | Райан Харрисон    | 1          |       | 25    |
| 3-4   | Ллейтон Хьюитт    | 1          |       | 25    |
| 5-8   | Джеймс Блейк      | 1          |       | 15    |
| 5-8   | Иван Додиг        | 1          |       | 15    |
| 5-8   | Денис Истомин     | 1          |       | 15    |
| 5-8   | Сантьяго Хиральдо | 1          |       | 15    |

* — Золотым цветом выделены участники турнира.
1 — Количество турниров серии, в которых данный участник достиг четвертьфинала и выше (ATP 250/500) или 1/8 финала и выше (ATP 1000)

## Соревнования

### Мужской одиночный турнир
Хуан Мартин дель Потро обыграл  Джона Изнера со счётом 3-6, 6-1, 6-2.
- дель Потро выигрывает 2й титул в сезоне и 15й за карьеру в основном туре ассоциации.
- Изнер уступает 1й финал в сезоне и 8й за карьеру в основном туре ассоциации.

### Женский одиночный турнир
Магдалена Рыбарикова обыграла  Андреа Петкович со счётом 6-4, 7-62.
- Магдалена Рыбарикова выигрывает 1й турнир в сезоне и 4й за карьеру в туре ассоциации.
- Андреа Петкович уступает 2й финал в сезоне и 5й за карьеру в туре ассоциации.

### Мужской парный турнир
Жюльен Беннето /  Ненад Зимонич обыграли  Марди Фиша /  Радека Штепанека со счётом 7-65, 7-5.
- Беннето выигрывает 1й титул в сезоне и 8й за карьеру в основном туре ассоциации.
- Зимонич выигрывает 3й титул в сезоне и 49й за карьеру в основном туре ассоциации.

### Женский парный турнир
Сюко Аояма /  Вера Душевина обыграли  Эжени Бушар /  Тейлор Таунсенд со счётом 6-3, 6-3.
- Сюко Аояма выигрывает 2й титул в сезоне и 3й за карьеру в туре ассоциации.
- Вера Душевина выигрывает 1й титул в сезоне и 2й за карьеру в туре ассоциации.